# Chopard
Chopard è una azienda svizzera di orologi di lusso, gioielleria ed accessori, fondata nel 1860 da Louis-Ulysse Chopard.

## Storia
L'azienda nacque a Sonvilier nel 1860 da Louis-Ulysse Chopard, all'epoca ventiquattrenne, che aprì un laboratorio di orologeria di alta precisione, in particolare orologi da tasca e da polso. In poco tempo i suoi prodotti divennero celebri anche nell'Europa dell'est, in Scandinavia, e in Russia dove annovera tra i suoi clienti lo Zar Nicola II.
Nel 1920 il nipote del fondatore, Paule-Andrè Chopard, trasferì la sede della ditta a Ginevra, capitale della "Haute Horlogerie", dandole così una ubicazione più consona al carattere cosmopolita della sua clientela.
Dal 1963 l'azienda Chopard passò in mano a Karl Scheufele III, discendente di una dinastia di orologiai e gioiellieri tedesca, che portò l'azienda ad un grande sviluppo, facendola diventare uno dei nomi più quotati e prestigiosi nei settori dell'alta orologeria e della gioielleria.
I figli di Karl Scheufele sono gli attuali presidenti dell'azienda: Caroline Gruosi-Scheufele è responsabile delle collezioni donna e della gioielleria, mentre il fratello Karl-Friedrich gestisce le collezioni uomo e la Chopard Manufacture, il sito di produzione dei movimenti L.U.C. con sede a Fleurier.

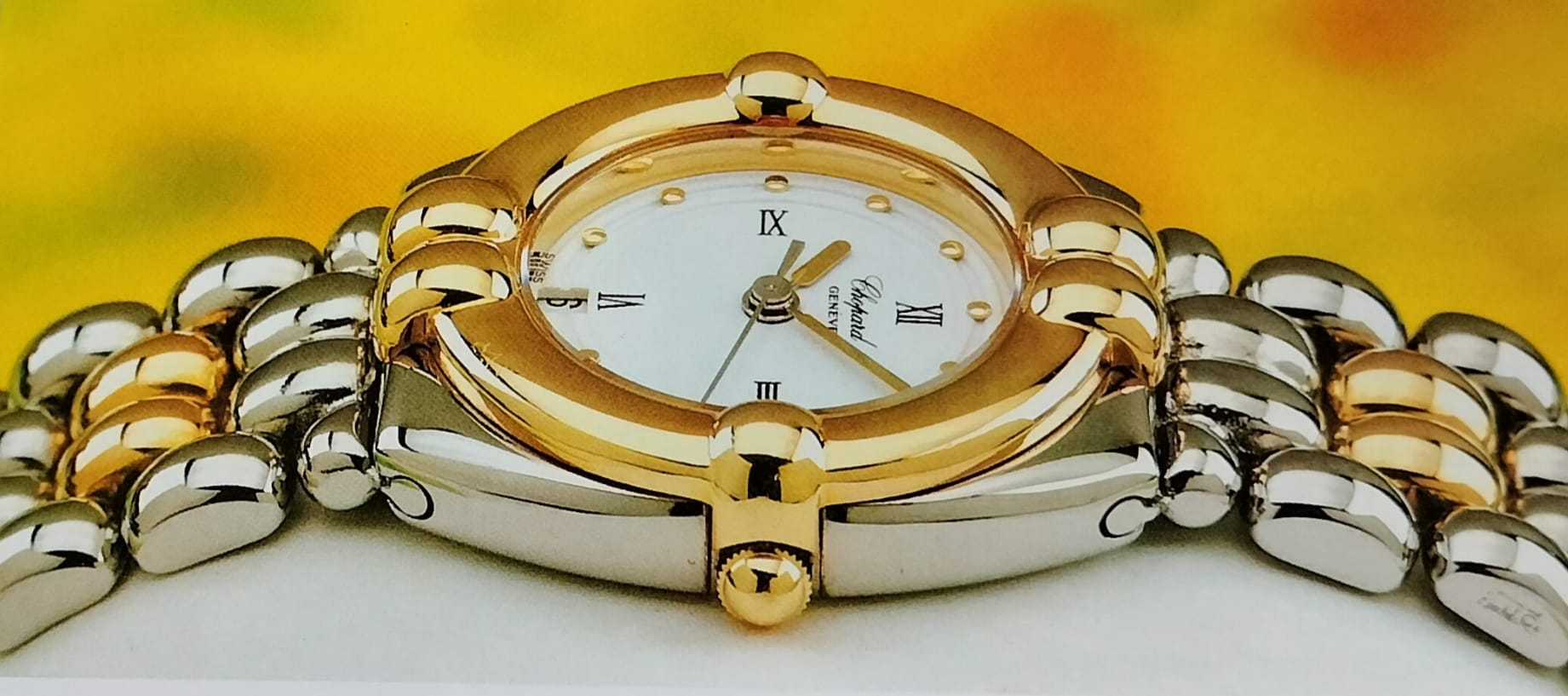
Chopard Gstaad da donna con movimento al quarzo, fine anni Ottanta

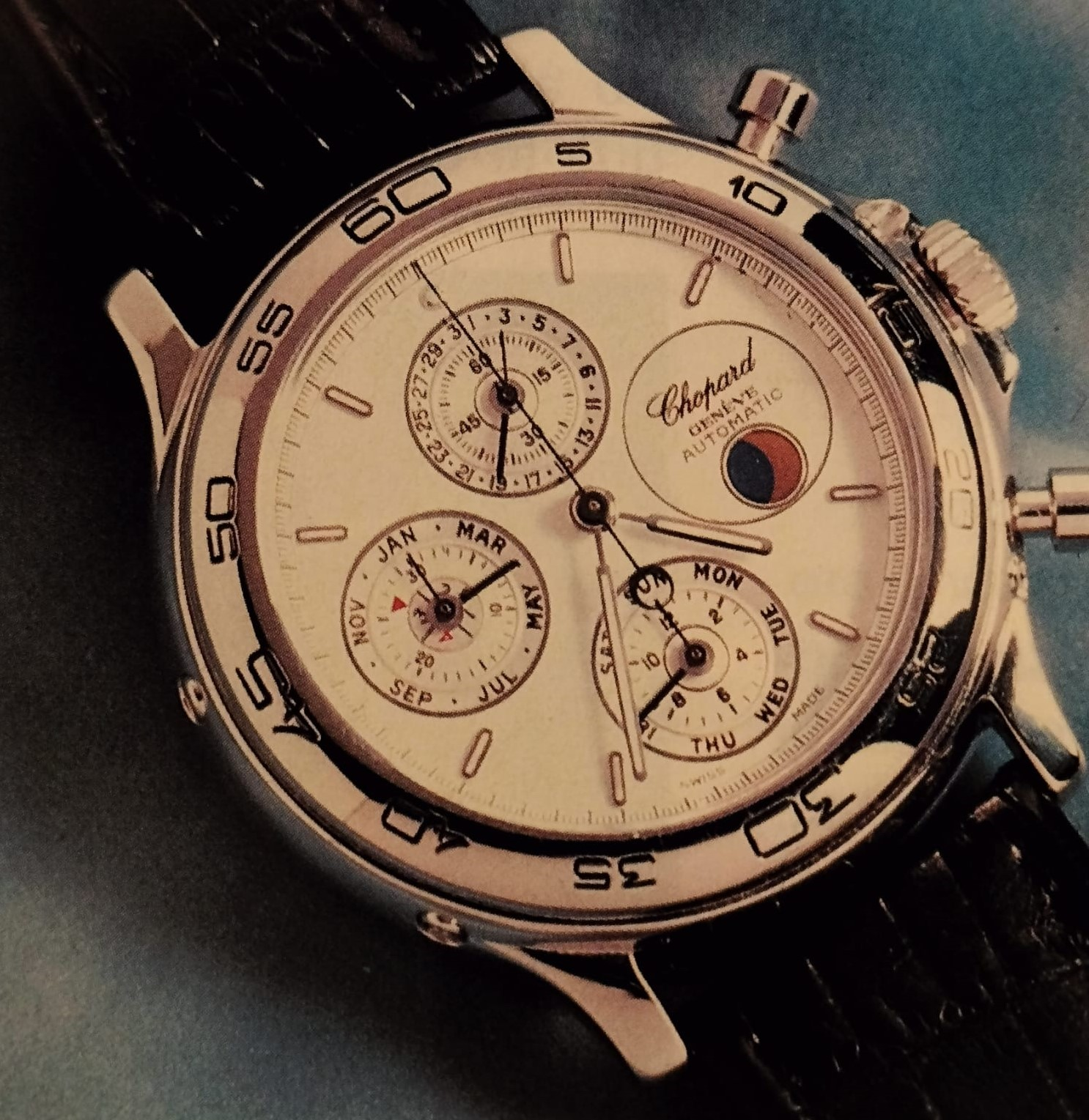
Chopard cronografo con calendario perpetuo ref. 36-1208 il cui calibro base è derivato da una realizzazione di Jaeger-LeCoultre

Tra le icone realizzate dalla maison svizzera troviamo l’Happy Diamonds, orologio - gioiello lanciato nel 1976 che per la prima volta introduce dei diamanti mobili, lasciati liberi tra due vetri zaffiri trasparenti. Nel 1980 è il turno del St. Moritz, stupefacente modello sportivo in acciaio con bracciale integrato, creato sulla falsariga delle creazioni gentiane di qualche anno prima come il Royal Oak e il Nautilus, rispettivamente prodotti da Audemars Piguet e Patek Philippe. Verrà prodotto fino al 1986. Risale al 1984, invece, il Luna D’Oro, orologio da polso con calendario perpetuo e indicazione retrograda. Sempre negli anni Ottanta Chopard si avvale della fornitura di movimenti Jaeger-LeCoultre e Lemania per la realizzazione di taluni suoi segnatempo.

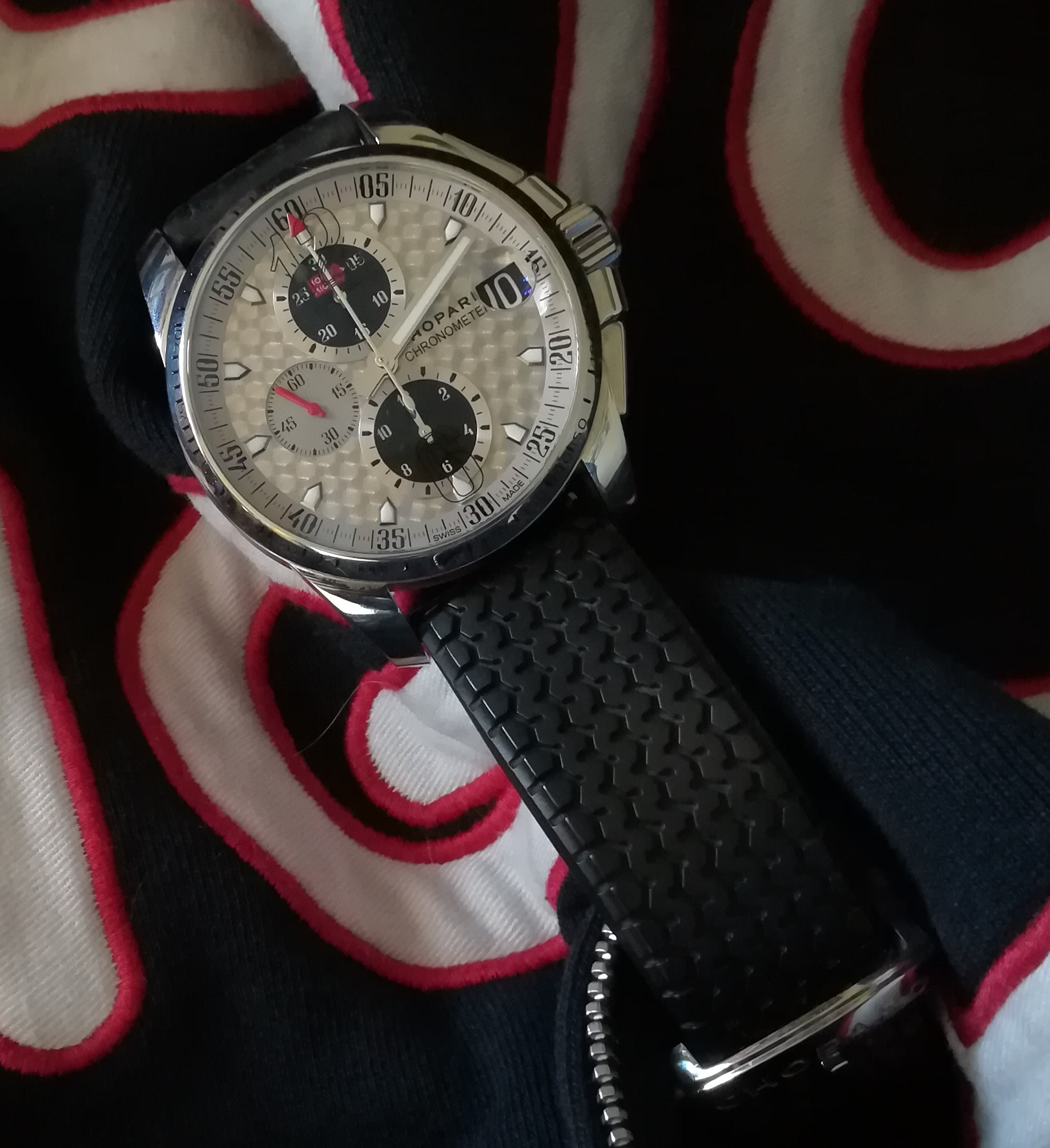
Chopard GT XL Mille Miglia 2010 ref. 168459-3019

Nel 1988 il marchio stringe una partnership con Mille Miglia, competizione automobilistica di regolarità della quale è, da quell'anno, cronometrista ufficiale ed in onore della quale realizza, ogni anno, un cronografo sportivo, che appartiene alla linea Gran Turismo Mille Miglia. Nel corso degli anni questa linea si è poi ampliata anche con modelli solotempo dotati, recentemente, anche di movimento di manifattura. Si tratta comunque della collezione entry level per l'azienda elvetica.

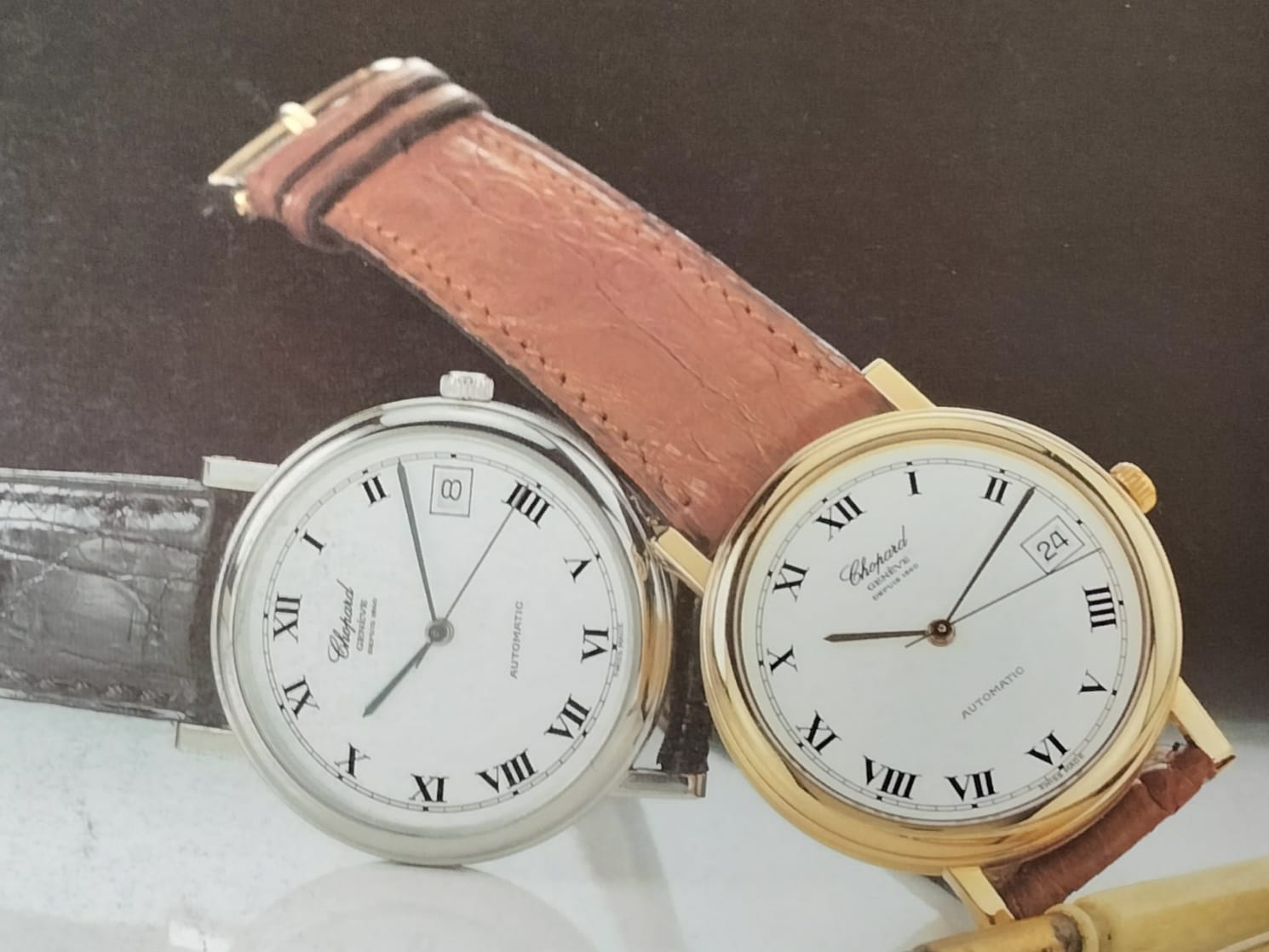
Chopard automatici in platino e in oro giallo, anni '80

Nel 1993 debutta la collezione Happy Sport.
Nel 1996 Chopard debutta con il suo primo movimento di manifattura: l'1.96, dotato di microrotore e certificato con Punzone di Ginevra, che viene montato sul primo orologio della linea L.U.C. (dalle iniziali del fondatore), chiamato L.U.C. 1860 e, ad oggi, probabilmente lo Chopard più ricercato in assoluto.
Nel corso degli anni la collezione L.U.C. si è sviluppata sempre più, proponendo importanti complicazioni (come il primo tourbillon nel 2003 e la ripetizione minuti del 2006, chiamata "Strike One") e nel 2010, per il centocinquantesimo compleanno dell'azienda, è stato presentato un nuovo movimento di manifattura, chiamato L.U.C 01.01-L: un solotempo che è andato a posizionarsi come entry level nella collezione L.U.C.
Nel 2014 è stato realizzato il L.U.C Tourbillon QF Fairmined, il primo modello realizzato con oro etico certificato. Molti orologi della linea L.U.C. sono certificati Qualité Fleurier, certificazione creata da Parmigiani Fleurier, molto rigida e aperta a ogni marchio che ha interesse a certificare la qualità e l'affidabilità dei propri segnatempo. La produzione L.U.C. resta comunque una piccola parte dell'intero catalogo Chopard.

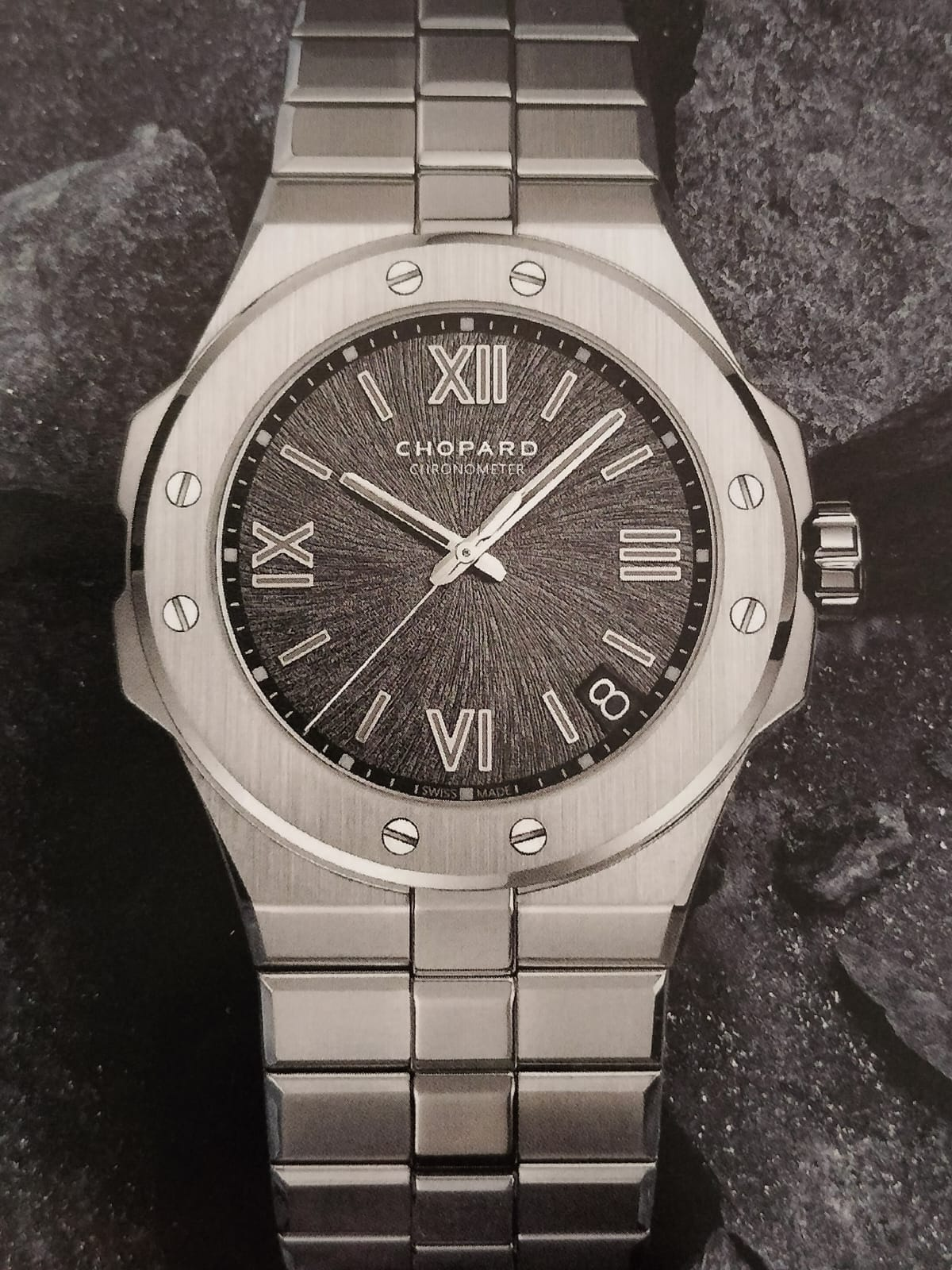
Chopard Alpine Eagle, 2019

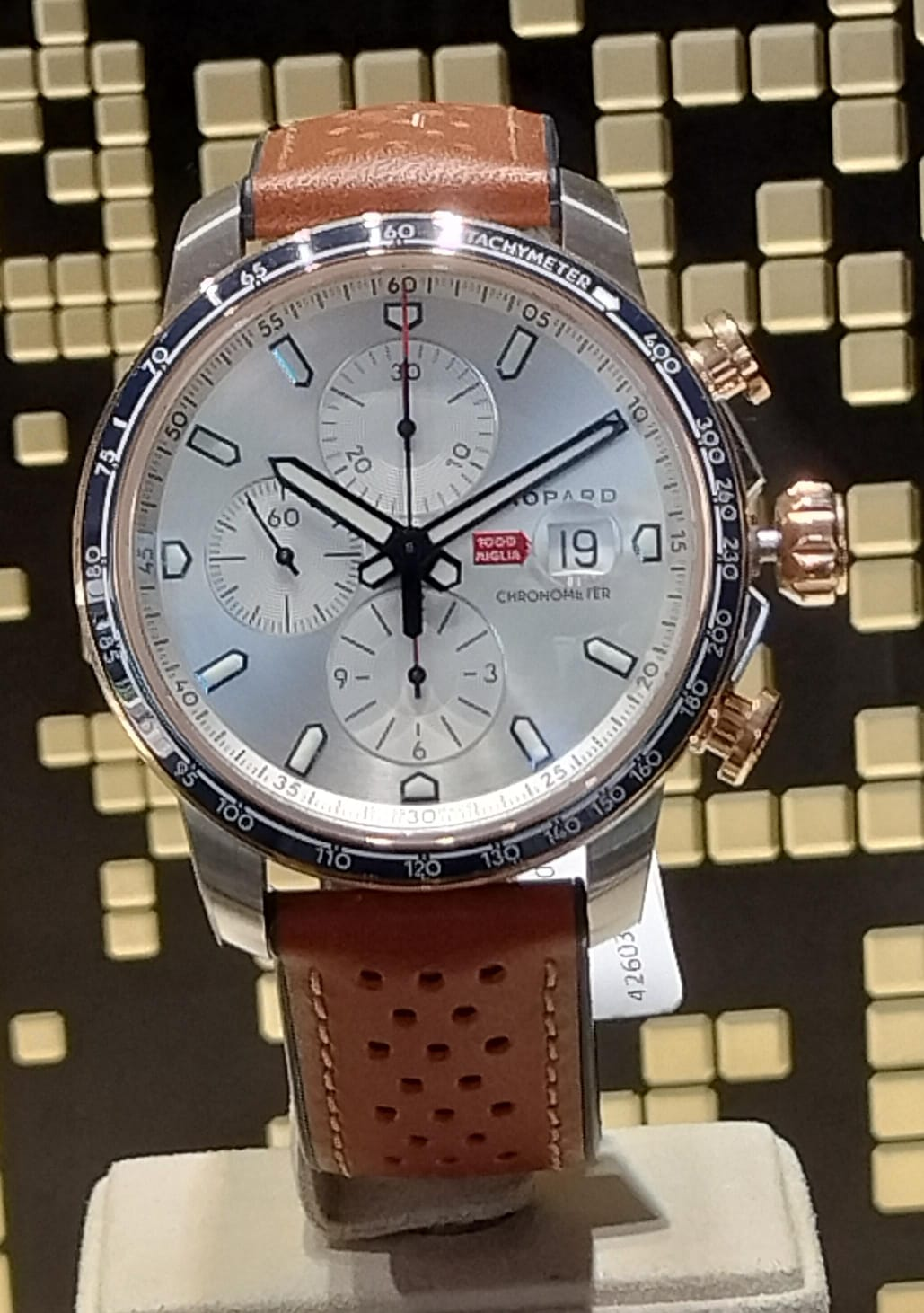
Chopard Mille Miglia 2022 Race Edition ref. 168571-6004

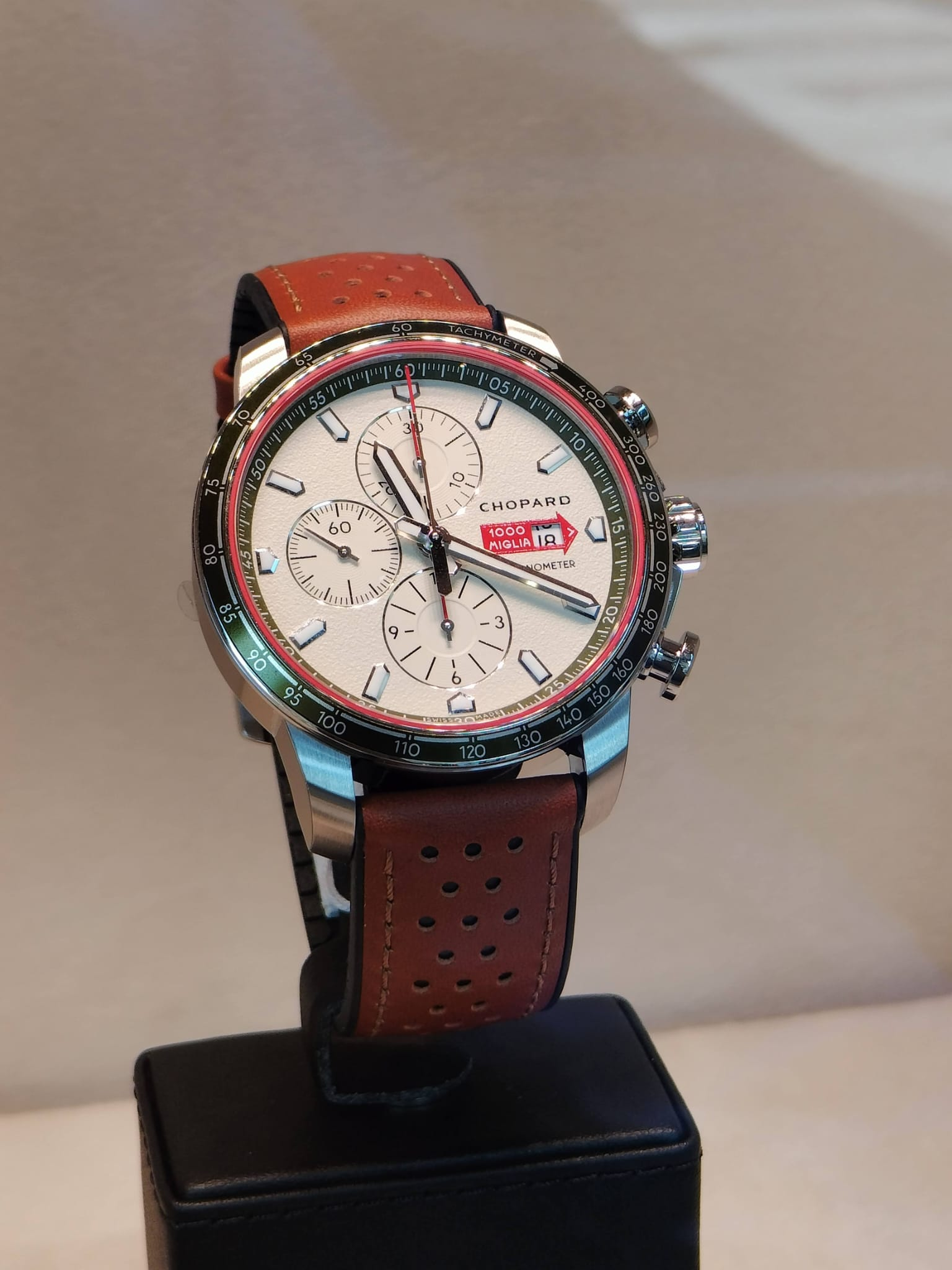
Chopard Mille Miglia GTS Chrono edizione 2023

Nel 2019 è stato realizzato un nuovo segnatempo sportivo, che strizza l'occhio al vecchio St. Moritz: si tratta dell'Alpine Eagle, declinato in numerose varianti di materiali (acciaio, acciaio/oro, titanio...) e complicazioni (solotempo, cronografo, tourbillon, con movimenti ad alta frequenza...). Con questa collezione, la Maison ha impiegato un nuovo tipo di acciaio, ribattezzato "lucent steel" e identificato con la sigla A223, dalle interessanti caratteristiche fotoriflettenti.

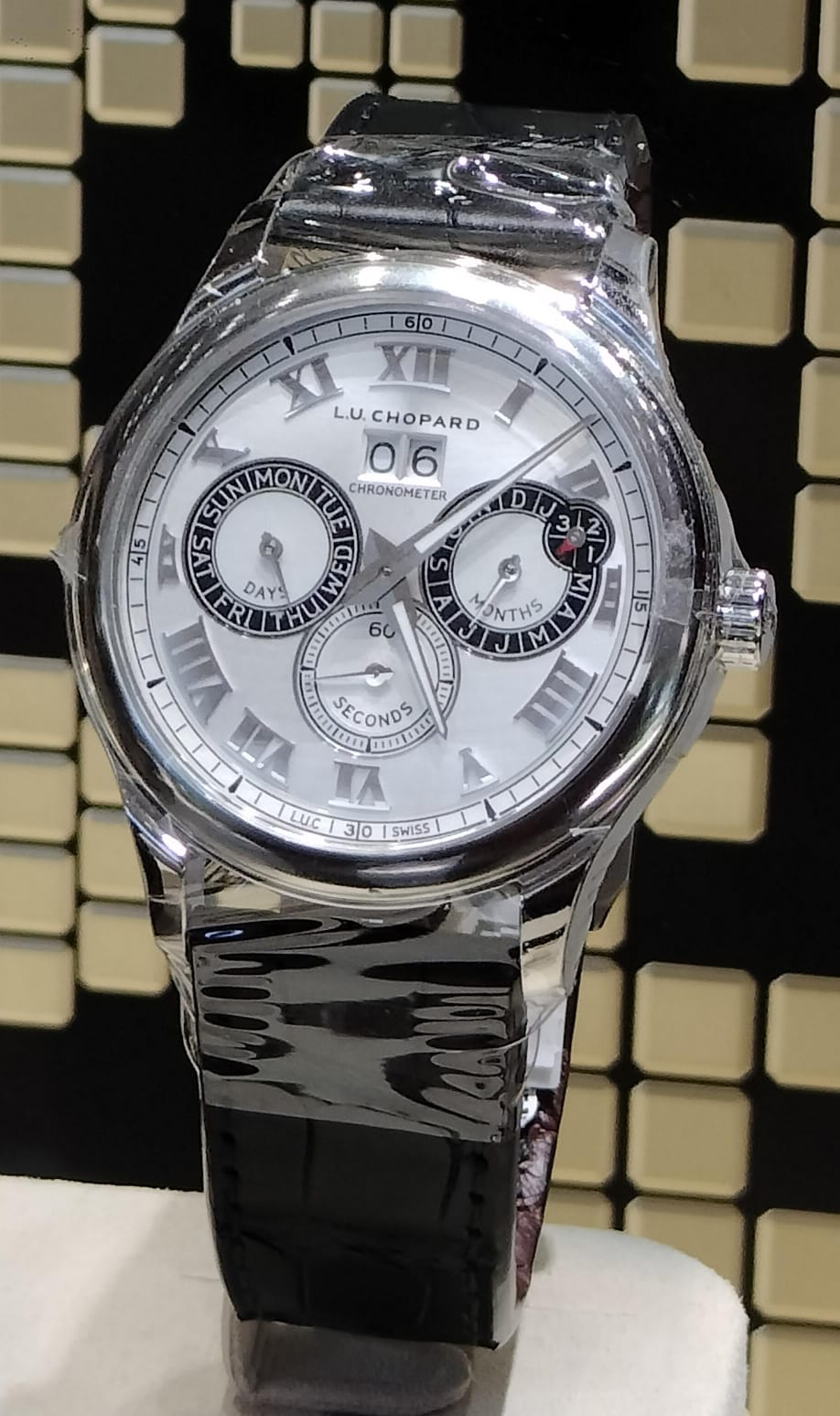
Chopard L.U.C. Perpetual Twin ref. 168561-3001

Il brand Chopard realizza anche altri accessori luxury, tra cui occhiali da sole e da vista per uomo e per donna, in licenza al marchio De Rigo. O ancora pelletteria, cravatte, foulard e profumi.

## Responsabilità sociale
Chopard ha contribuito alla ricerca medica, prendendo parte alle raccolte fondi di numerose fondazioni benefiche, fra le quali anche la "Elton John AIDS Foundation", con la quale coopera ininterrottamente sin dal 1993. Chopard infatti ha lanciato sul mercato nel corso degli anni numerosi orologi ad edizione limitata, firmati dall'artista inglese, i cui introiti sono stati poi devoluti in beneficenza.

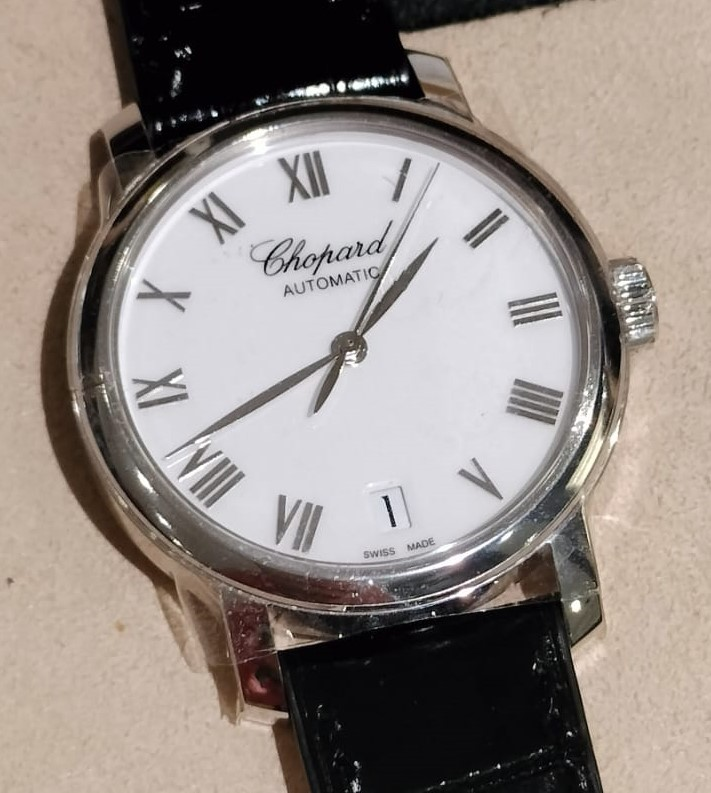
Chopard ref. 124200-1001 in oro bianco

Caroline Gruosi-Scheufele è la responsabile del supporto nei confronti delle altre organizzazioni caritatevoli, come l'"International José Carreras Foundation" che si occupa della lotta contro la leucemia, la "Sabrina foundation for sick children" o la fondazione del Principe Carlo del Galles.

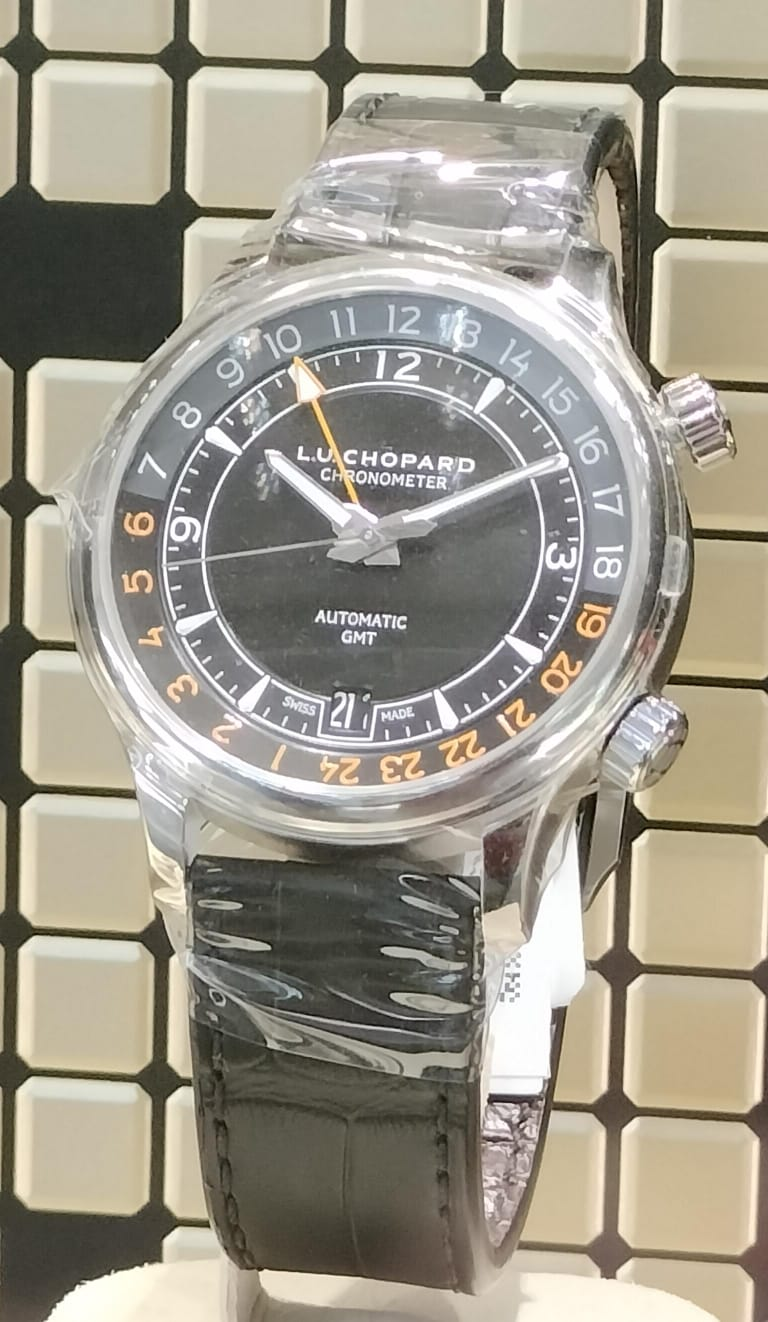
Chopard L.U.C. GMT One ref. 168579-3001

Dal 2013 Chopard ha avviato il progetto The Journey of Sustainable Luxury, in partnership con Eco-Age di Livia Firth, il cui obbiettivo è avviarsi verso una produzione più sostenibile sul fronte sociale e ambientale. La strategia prevede garanzie di eticità, che attestino la provenienza delle materie prime, per garantire che provengano da un commercio equo e che non finanzi guerre civili e lavoro minorile. Approvvigionamento sostenibile, utilizzo di oro fairmined e controlli da enti certificati sono i punti cardine del progetto.

### Restauro a Cinecittà
Nel 2014 Chopard ha promosso e partecipato come main sponsor  a un importante intervento di restauro dell’ingresso dei celebri studi cinematografici di Cinecittà, in collaborazione con Cinecittà Studios e l'Istituto Luce Cinecittà, con l'obiettivo di restituire alla facciata l’aspetto originario del 1937, quando la città del cinema venne inaugurata. I lavori sono stati ultimati nell'autunno dello stesso anno, e l'inaugurazione della nuova facciata della cosiddetta Fabbrica dei sogni si è tenuta alla vigilia del IX Festival del Film di Roma, con la presenza di Caroline Scheufele, co-presidente di Chopard, e vip del calibro della Principessa Isabella Borromeo, Ornella Muti, lo scenografo Dante Ferretti, Luisa Ranieri. Molte le attrici e gli attori, come Ginevra Elkann, Margherita Buy, Paola Cortellesi e Michele Placido. Oltre al ripristino della celebre facciata, che si insierisce in una collaborazione più ampia di durata triennale, il progetto prevede la restaurazione dei film cult che sono stati girati proprio a Cinecittà; oltre tremila di cui una cinquantina vincitori dell'Oscar.

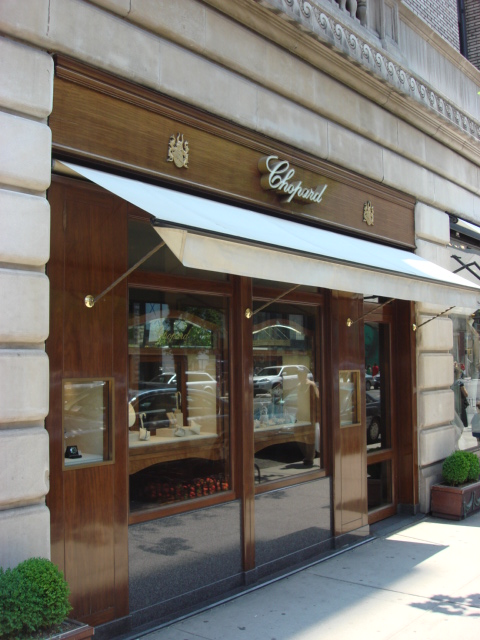
New York Chopard botique.

## Collaborazioni
Chopard e l'azienda newyorchese William Goldberg Diamond Corporation di recente hanno stabilito una stretta collaborazione. Infatti dal 2006 Chopard ha iniziato la produzione di una nuova linea di orologi di lusso, creati con i preziosissimi diamanti Ashoka, forniti dalla William Goldberg Diamond Corporation. Questa nuova linea, chiamata Chopard Ashoka Watch Collection comprende sei differenti orologi.
Inoltre dal 1997 Chopard collabora anche con il Festival di Cannes. Caroline Scheufele ed il suo team infatti hanno ridisegnato il "Golden Palm award". Inoltre dal 2001, ogni anno viene assegnato il "Chopard Trophy" all'attore ed all'attrice rivelazione dell'anno.
Durante la manifestazione, le celebrità indossano gioielli Chopard e per segnare il sessantesimo anniversario del festival nel 2007, in collaborazione con Valentino è stata creata una collezione chiamata "Red Carpet Collection", ispirata alle celebrità di Cannes.Ogni anno, in occasione del festival, la maison di alta gioielleria propone una collezione in edizione limitata per omaggiare la manifestazione cinematografica, le Red Carpet Collections. Il tema è sempre diverso e i pezzi proposti sono nello stesso numero dell'edizione corrente del festival di Cannes, nel 2020 per la settantatreesima edizione il tema della collezione era la natura, e il numero di pezzi 73. Anche se il festival è stato sospeso a causa dell'emergenza covid-19 Chopard ha disegnato e prodotto la collezione. Tra i testimonial più famosi che hanno sfoggiato i gioielli Chopard troviamo la modella e attrice Priyanka Chopra, l'attrice Olivia Colman, Allison Janney, e tanti altri.
Chopard è inoltre importante sponsor di celebri manifestazioni automobilistiche tra cui la rievocazione storica della Mille Miglia e il Grand Prix de Monaco Historique.
Nel 2020 Chopard crea un orologio per rendere omaggio all'Italia. Il design dell'edizione limitata della nuova collezione Happy Sport è ispirato alla bandiera tricolore, che ripropone nei dancing diamonds e in svariati dettagli.